# Peter Pellegrini
Peter Pellegrini (* 6. října 1975 Banská Bystrica) je slovenský politik, od června 2024 prezident Slovenské republiky. V letech 2018 až 2020 byl předsedou vlády, mezi roky 2014 až 2016 a opět 2023 až 2024 předsedou Národní rady.
V roce 2014 zastával funkci ministra školství, vědy, výzkumu a sportu a v období 2016 až 2018 místopředsedy vlády a ministra pro investice a informatizaci. Po parlamentních volbách v roce 2020 působil jako místopředseda Národní rady. Od září 2020 do června 2024 byl předsedou politické strany HLAS-SD.

## Život
Narodil se v roce 1975 v Banské Bystrici do rodiny učitelky a automechanika. Má italské předky; jeho příjmení se dostalo na Slovensko (tehdy do Horních Uher) tím, že se v Žiaru nad Hronom usadil řemeslník Leopold Pellegrini, předek Petera Pellegriniho.
Vystudoval obor finance, bankovnictví a investování na Univerzitě Mateja Bela v Banské Bystrici a Ekonomickou fakultu na Technické univerzitě v Košicích. Následně začal podnikat.
V únoru 2020 poskytl novinářům týdeníku Plus 7 dní rozhovor, který se týkal i jeho sexuální orientace; na přímou podotázku, zda je pravda, že je gay, odpověděl záporně. Následně se však podle Denníku N Pellegrini snažil, aby rozhovor nevyšel vůbec. Ten sice vyšel, ale otázky o sexuální orientaci byly na příkaz vydavatele vypuštěny. Šéfredaktorka týdeníku se poté rozhodla odejít z čela redakce, někteří redaktoři zvažovali výpověď.

## Politická kariéra
Roku 2000 vstoupil do strany SMER-SD a v roce 2002 se stal asistentem poslance za tuto stranu Ľubomíra Vážneho. Poslancem byl zvolen v letech 2006, 2010, 2012 a 2020. Dne 3. července 2014 ho prezident Andrej Kiska jmenoval ministrem školství, vědy, výzkumu a sportu, kdy v této funkci nahradil Dušana Čaploviče.
Dne 24. listopadu 2014 oznámil Robert Fico, že se Pellegrini stane po odstoupení Pavla Pašky předsedou Národní rady Slovenské republiky. Následující den předal Pellegrini prezidentovi svoji demisi na post ministra školství, vědy, výzkumu a sportu a ještě téhož dne byl Národní radou zvolen jejím předsedou, když získal 120 hlasů; pouze 5 poslanců hlasovalo proti jeho zvolení, takže jej podpořila i opozice. Ve funkci ministra školství, vědy, výzkumu a sportu jej nahradil Juraj Draxler.
Po parlamentních volbách v roce 2016 se stal místopředsedou vlády pro investice a informatizaci.
Po zavraždění novináře Jána Kuciaka neznámými pachateli dne 4. března 2018 vznikla na Slovensku politická krize; po velkých demonstracích obyvatelstva a v důsledku tlaku opozičních stran odstoupil ze své funkce nejprve ministr vnitra Robert Kaliňák a po dohodě s koaličními partnery strany SMER-SD podal dne 15. března 2018 premiér Robert Fico demisi celé své vlády. Následně prezident Andrej Kiska pověřil Pellegriniho sestavením nové vlády, kterou jmenoval 22. března 2018. Ve funkci byl do 20. března 2020, kdy po prohraných volbách podal do rukou prezidentky Zuzany Čaputové demisi své vlády. Následující den prezidentka jmenovala vítěze voleb Igora Matoviče novým premiérem.
Ve Smeru byl součástí protificovského křídla a opakovaně Fica vyzýval, aby stranu opustil. Po delších neshodách uvnitř strany Pellegrini 10. června 2020 SMER-SD opustil. Založil novou stranu HLAS – sociálna demokracia (HLAS-SD) a 28. listopadu 2020 jej členové na ustavujícím sněmu zvolili za předsedu. Ve funkci skončil 1. června 2024, kdy jej vystřídal Matúš Šutaj Eštok.
V předčasných parlamentních volbách roku 2023 dosáhl jím vedený HLAS-SD třetí příčky se ziskem 14,70 % hlasů. Během povolebních jednání s vítězem, stranou SMER-SD Roberta Fica, byl Pellegrini nucen vzdát se úsilí o post předsedy vlády a spokojit se s funkcí předsedy Národní rady Slovenské republiky, když předtím odmítl nabídku šéfa strany Progresívne Slovensko (PS) Michala Šimečky na post premiéra v čtyřkoaličním kabinetu zahrnující krom PS a HLAS-SD ještě Kresťanskodemokratické hnutie (KDH) a Slobodu a solidaritu (SaS). Dle Pellegriniho by totiž takové uskupení bylo zdrojem vnitřních konfliktů.

### Kandidatura v prezidentských volbách 2024
V lednu 2024 oficiálně oznámil kandidaturu na funkci slovenského prezidenta. Průzkumy veřejného mínění mu přitom před i po ohlášení kandidatury přisuzovaly již v prvním kole kolem 35 až 40 % hlasů, v druhém kole volby měl podle průzkumů s velmi malým rozdílem procentních bodů porazit bývalého ministra zahraničí Ivana Korčoka, nakonec ho však porazil s daleko větším náskokem. Před prvním kolem voleb se odmítal účastnit předvolebních debat, ve kterých by debatoval právě s Korčokem. Jeho kandidaturu podpořil slovenský premiér Robert Fico a jeho strana SMER-SD. Ve druhém kole prezidentských voleb, které se konalo 6. dubna 2024, získal 53,12 % hlasů a byl zvolen slovenským prezidentem.

### Prezident republiky
Inaugurován byl 15. června 2024. První země, kterou oficiálně ve funkci navštívil, byla podobně jako u jeho předchůdců Česká republika.